# Književnost u 1500.
◄◄ | ◄ | 1497. | 1498. | 1499. | 1500.  | 1501. | 1502. | 1503. | ► | ►►
Arhitektura • Astronomija • Glazba • Knjige • Književnost • Kršćanstvo • Medicina • Pravo • Promet • Slikarstvo • Znanost
Književnost u 1500.

## Hrvatska i u Hrvata

### Književna djela
- Evanđelistar Marka Marulića

## Vanjske poveznice
|  | Zajednički poslužitelj ima još gradiva o temi Književnost u 1500. |